# El caso de las dos bellezas
El caso de las dos bellezas è un film del 1967 diretto da Jesús Franco.
Insieme a Bésame, monstruo, fa parte di un dittico di film girati uno dopo l'altro e basati sulla stessa coppia di personaggi protagonisti: le detective private Regina e Diana, interpretate dall'attrice argentina Rosanna Yanni e dalla modella Janine Reynaud.

## Versioni
Del film, nato da una coproduzione tra Spagna e Germania, esistono due versioni, una per paese. Sulla versione tedesca, intitolata Rote Lippen - Sadisterotica e rimontata dal produttore, si basa anche la versione in lingua inglese, Two Undercover Angels.
La due versioni hanno colonne sonore completamente diverse, nonché differenze nel montaggio e nel dialogo. Alla versione spagnola manca qualche sequenza erotica, nel night-club.

## Edizioni DVD
Il film è uscito in DVD negli Stati Uniti e in Gran Bretagna, solo con il doppiaggio inglese.